# Silurus biwaensis
Silurus biwaensis is een straalvinnige vissensoort uit de familie van de echte meervallen (Siluridae). De wetenschappelijke naam is gepubliceerd in 1961 door Tomoda.